# Renegade Animation
 (août 2018).
Si vous disposez d'ouvrages ou d'articles de référence ou si vous connaissez des sites web de qualité traitant du thème abordé ici, merci de compléter l'article en donnant les références utiles à sa vérifiabilité et en les liant à la section « Notes et références ».
Renegade Animation est un studio d'animation fondé en 1992 par Darrell Van Citters et Ashley Postelwaite qui se spécialise dans l'animation Adobe Flash.

## Filmographie

### Longs métrages
- 2006 : Re-Animated
- 2007 : À la recherche du Père Noël
- 2014 : Tom et Jerry drôles de lutins pour le Père Noël
- 2025 : Fixed de Genndy Tartakovsky

### Séries télévisées
- 2004 : Hi Hi Puffy AmiYumi
- 2008 : Les Monsieur Madame
- 2014 : Tom et Jerry Show
- 2017 : Unikitty!